# NGC 3256 은하군
NGC 3256 은하군(NGC 3256 Group)은 NGC 3256과 또 다른 상호작용은하인 NGC 3263과 NGC 3256C 등의 15개로 구성된 작은 은하군이다. 이 은하군은 'LGG 197'이라고 도 불리며, 바다뱀자리-센타우루스자리 초은하단의 일원이기도 하다.

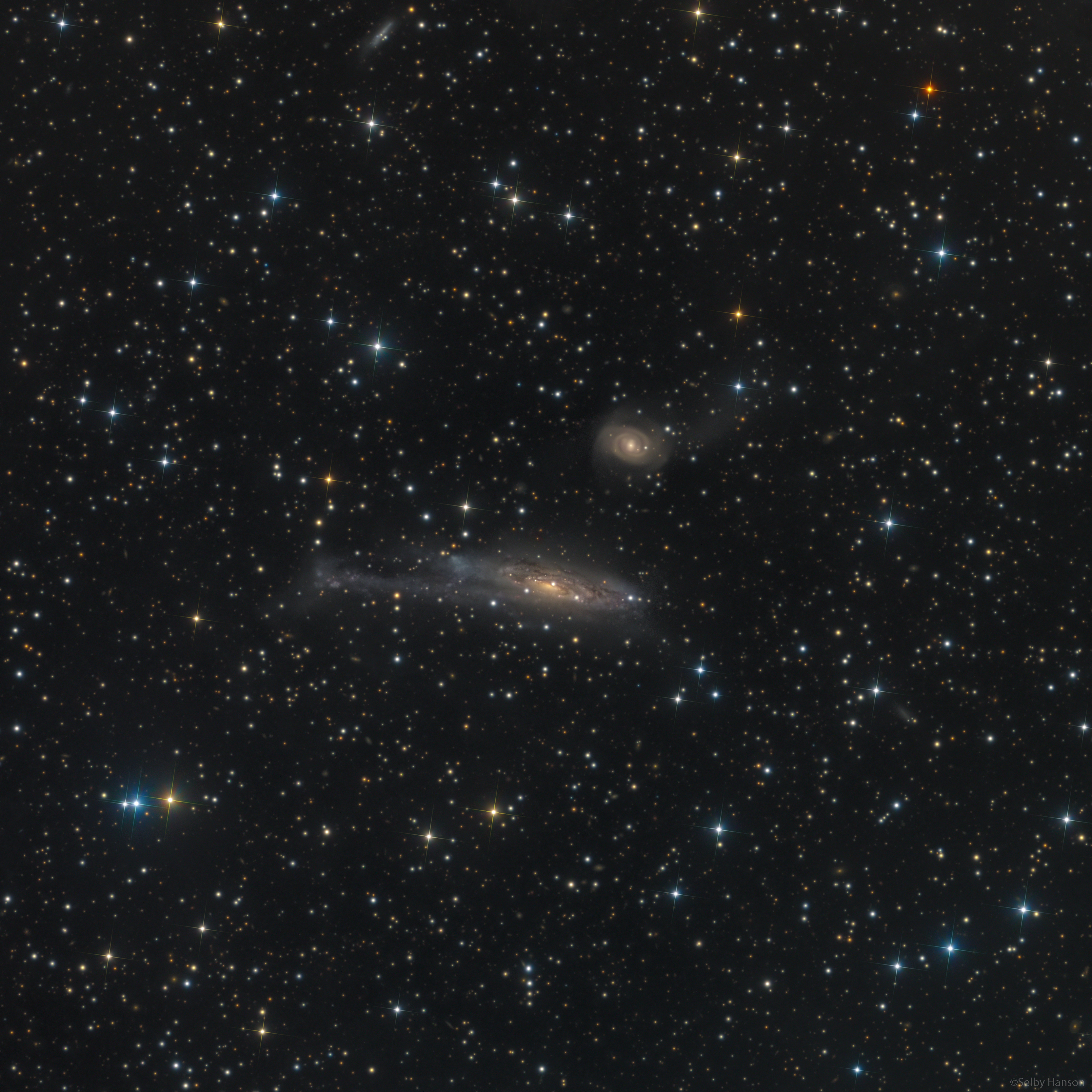
NGC 3256 은하군의 모습이다.

## 특징
이 은하군은 대체로 느슨하게 묶여 있으며, 여러 개의 왜소 은하나 나선 은하들이 이 중심 은하 주위를 맴돌고 있다.또한 이 은하군은 강한 상호 작용과 별 생성 활동으로 주목받으며, 여러 전파 및 적외선 관측을 통해 연구되고 있다.

## 같이 보기
- NGC 3256
- 바다뱀자리-센타우루스자리 초은하단